# Campeonato Mundial de Patinaje Artístico sobre Hielo de 2014 – Parejas
La prueba por parejas del CIV Campeonato Mundial de Patinaje Artístico sobre Hielo se realizó en Saitama (Japón) del 26 al 27 de marzo de 2014. Es organizado por la Unión Internacional de Patinaje sobre Hielo (ISU) y la Federación japonesa de patinaje sobre hielo.
Las competiciones se efectuaron en la Saitama Super Arena de la ciudad nipona.

## Calendario
- Hora local de Japón (UTC+9).

| Fecha         | Hora  | Evento         |
| ------------- | ----- | -------------- |
| 26 de febrero | 10:00 | Programa corto |
| 27 de febrero | 11:30 | Programa libre |

## Resultados
| 1                                | Aliona Savchenko / Robin Szolkowy       | Alemania       |  | 1  | 79.02 |  |  |
| 2                                | Meagan Duhamel / Eric Radford           | Canadá         |  | 2  | 77.01 |  |  |
| 3                                | Xeniya Stolbova / Fiodor Klimov         | Rusia          |  | 3  | 76.15 |  |  |
| 4                                | Sui Wenjing / Han Cong                  | China          |  | 4  | 72.24 |  |  |
| 5                                | Peng Cheng / Zhang Hao                  | China          |  | 5  | 71.68 |  |  |
| 6                                | Kirsten Moore-Towers / Dylan Moscovitch | Canadá         |  | 6  | 69.31 |  |  |
| 7                                | Vera Bazarova / Yuri Larionov           | Rusia          |  | 7  | 67.41 |  |  |
| 8                                | Yuliya Antipova / Nodari Maisuradze     | Rusia          |  | 8  | 66.78 |  |  |
| 9                                | Vanessa James / Morgan Ciprès           | Francia        |  | 9  | 64.01 |  |  |
| 10                               | Stefania Berton / Ondřej Hotárek        | Italia         |  | 10 | 62.73 |  |  |
| 11                               | Marissa Castelli / Simon Shnapir        | Estados Unidos |  | 11 | 60.60 |  |  |
| 12                               | Paige Lawrence / Rudi Swiegers          | Canadá         |  | 12 | 59.84 |  |  |
| 13                               | Maylin Wende / Daniel Wende             | Alemania       |  | 13 | 58.19 |  |  |
| 14                               | Felicia Zhang / Nathan Bartholomay      | Estados Unidos |  | 14 | 57.59 |  |  |
| 15                               | Daria Popova / Bruno Massot             | Francia        |  | 15 | 52.50 |  |  |
| 16                               | Nicole Della Monica / Matteo Guarise    | Italia         |  | 16 | 51.38 |  |  |
| No calificaron al programa libre |                                         |                |  |    |       |  |  |
| 17                               | Narumi Takahashi / Ryuichi Kihara       | Japón          |  | 17 | 49.54 |  |  |
| 18                               | Amani Fancy / Christopher Boyadji       | Reino Unido    |  | 18 | 46.96 |  |  |
| 19                               | Natalja Zabijako / Alexandr Zaboev      | Estonia        |  | 19 | 46.11 |  |  |
| 20                               | Mariya Paliakova / Nikita Bochkov       | Bielorrusia    |  | 20 | 45.29 |  |  |
| 21                               | Yuliya Lavrentieva / Yuri Rudyk         | Ucrania        |  | 21 | 44.20 |  |  |
| 22                               | Miriam Ziegler / Severin Kiefer         | Austria        |  | 22 | 44.06 |  |  |
| 23                               | Elizaveta Makarova / Leri Kenchadze     | Bulgaria       |  | 23 | 42.86 |  |  |